# Ivanec
Ivanec è una città della Croazia, nella regione di Varaždin.